# Ataque à estação ferroviária de Kramatorsk
Um ataque de mísseis russos à estação ferroviária de Kramatorsk na cidade ucraniana de Kramatorsk, no Oblast de Donetsk, ocorreu em 8 de abril de 2022, durante a invasão russa da Ucrânia. Em 10 de abril, segundo a Ucrânia, 59 pessoas morreram e 110 ficaram feridas.

## Precedentes
Como parte da invasão russa iniciada em 24 de fevereiro de 2022, as forças russas aliadas às autoproclamadas Repúblicas Populares de Donetsk e Lugansk lideraram uma ofensiva com o objetivo de capturar as porções controladas pela Ucrânia dos oblasts de Donetsk e Lugansk. Os soldados das Forças Armadas da Ucrânia estacionados em Sloviansk e Kramatorsk desempenharam um papel fundamental na defesa dessas cidades estrategicamente importantes.

## Ataque

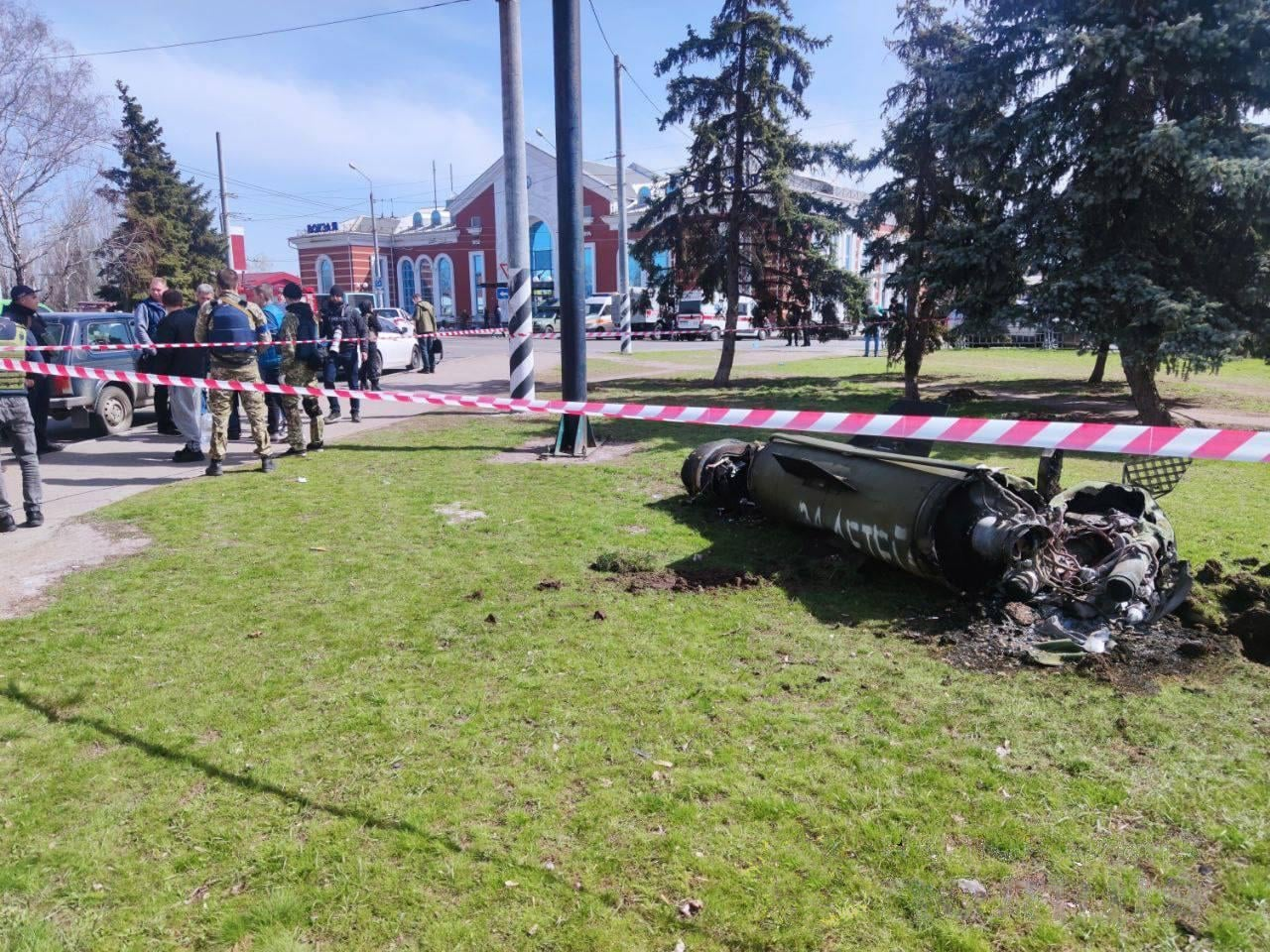
Destroços de um dos mísseis, com a estação ferroviária visível ao fundo. A metade superior da inscrição ЗА ДЕТЕЙ é visível

De acordo com o governo ucraniano, entre 1000 e 4000 civis, principalmente mulheres e crianças, estavam presentes na estação aguardando a evacuação de Kramatorsk, por estar perto da linha de frente do conflito.
Dois mísseis atingiram perto do prédio da estação ferroviária em Kramatorsk aproximadamente às 10h30, e os primeiros relatos foram publicados na mídia ucraniana por volta das 10h45. Às 10h24 e 10h25, a mídia afiliada à República Popular de Donetsk publicou vídeos mostrando o lançamento de um par de mísseis de Shakhtarsk, cidade sob controle separatista.
Um funcionário da cozinha humanitária "World Central Kitchen", que testemunhou o ataque em Kramatorsk, disse ter ouvido "entre cinco e dez explosões". Os relatórios descreveram a cena como extremamente sangrenta. As autoridades disseram que várias pessoas perderam membros na explosão. Corpos de vítimas do ataque estavam deitados no local, em meio a bagagens abandonadas.
De acordo com relatórios iniciais, pelo menos 39 pessoas foram encontradas mortas no local (entre elas pelo menos cinco crianças), mas a estimativa de vítimas foi posteriormente aumentada para 52, pois mais sobreviventes morreram de seus ferimentos no hospital. O governador de Donetsk Oblast, Pavlo Kyrylenko, disse em 10 de abril que 59 pessoas morreram como resultado do ataque e 110 ficaram feridas.
Os mísseis foram inicialmente identificados erroneamente como mísseis balísticos 9K720 Iskander. Pavlo Kyrylenko, governador do oblast de Donetsk, mais tarde especificou que eram mísseis Tochka-U armados com munições de fragmentação.
Um dos foguetes carregava o número de série Ш91579 e tinha as palavras russas ЗА ДЕТЕЙ (za detey), que significam "[em vingança] pelas crianças", pintadas de branco em sua parte externa.

## Respostas

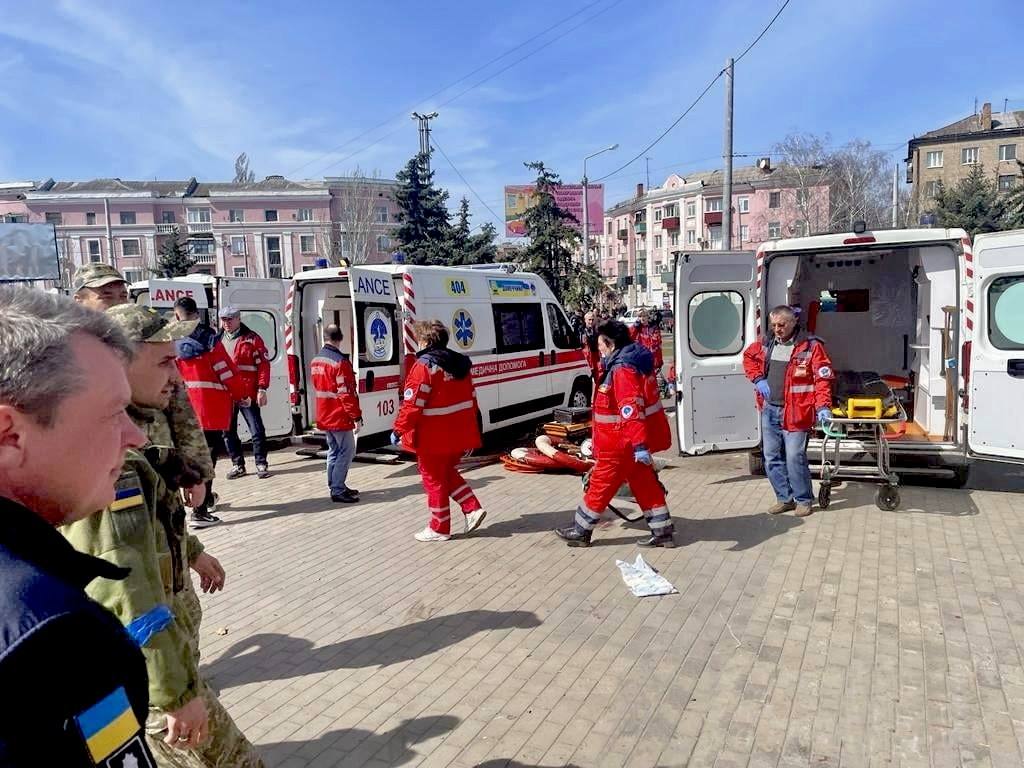
Serviços de emergência no local do incidente

O presidente ucraniano Volodymyr Zelenskyy descreveu a Rússia como "um mal sem limites".
A presidente da Comissão Europeia, Ursula von der Leyen, que visitou a Ucrânia no dia do ataque, condenou o ataque como "desprezível". O ministro das Relações Exteriores da França, Jean-Yves Le Drian, descreveu o ataque como um " crime contra a humanidade ", dizendo que não poderia ficar impune, enquanto o secretário de Defesa britânico, Ben Wallace, o condenou como um crime de guerra .
O secretário-geral das Nações Unidas, António Guterres, descreveu o ataque com mísseis como "completamente inaceitável".
Oleksandr Kamyshin, presidente das Ferrovias Ucranianas, descreveu o evento como um "golpe direcionado à infraestrutura de passageiros da ferrovia e aos moradores da cidade de Kramatorsk". O Serviço de Segurança da Ucrânia abriu um processo penal ao abrigo do artigo 438.º do Código Penal.
O analista do Royal United Services Institute, Justin Bronk, disse que a Rússia pretende danificar a infraestrutura de transporte ucraniana para dificultar a movimentação das forças ucranianas por Donbas. Ele também sugeriu que a Rússia optasse por esse tipo específico de míssil devido à sua presença no arsenal do exército ucraniano, a fim de "enlamear as águas".

### Resposta russa
Inicialmente, a mídia estatal russa e os canais pró-russos do Telegram reivindicaram ataques aéreos russos bem-sucedidos contra os militares ucranianos na estação ferroviária de Kramatorsk. Depois que ficou claro que os mísseis mataram civis, no entanto, relatórios anteriores foram redigidos, o governo russo negou a responsabilidade pelo ataque e o Ministério da Defesa russo o caracterizou como uma farsa ucraniana. O Ministério da Defesa russo afirmou que os mísseis foram lançados por forças ucranianas de Dobropillia, uma cidade a sudoeste de Kramatorsk.

#### Avaliações da resposta russa
O Ministério da Defesa russo afirmou que suas forças não usam mais mísseis Tochka-U; no entanto, a Anistia Internacional, os jornalistas investigativos da Equipe de Inteligência de Conflitos e vários especialistas militares não identificados já haviam relatado o uso de Tochkas por forças russas em várias partes da Ucrânia antes do ataque a Kramatorsk. Além disso, investigadores do Projeto Hajun bielorrusso de código aberto publicaram vídeos de vários caminhões russos com mísseis Tochka indo da Bielorrússia para a Ucrânia com marcações 'V' em 5 e 30 de março. Além disso, o Instituto para o Estudo da Guerra avaliou que o 8º Exército de Armas Combinadas da Guarda da Rússia, ativo na área de Donbas, está equipado com mísseis Tochka-U.
Na noite de 7 de abril, o canal pró-russo Telegram Записки Ветерана ("Notas de Veteranos") alertou os civis para não evacuarem de Sloviansk e Kramatorsk nas ferrovias. Às 10h10 de 8 de abril pouco antes do bombardeio da estação ferroviária em Kramatorsk, o Ministério da Defesa russo anunciou que suas forças atingiram estações ferroviárias em Sloviansk, Pokrovsk e Barvinkove com "mísseis aéreos de alta precisão ".